# Precious Adams
Precious Adams é uma bailarina estadunidense, solista da English National Ballet de Londres. É a primeira bailarina afro-americana a se formar na Academia de Ballet Bolshoi. Apoiada pela diretora da companhia de dança, Adams se posicionou em usar meias-calças marrons, mais de acordo com seu tom de pele, lhe proporcionando uma melhor estética do que as tradicionais meias-calças rosas do balé clássico, que não permitem uma continuidade da parte superior de seu corpo com a parte inferior. Através do posicionamento de Adams, outras companhias de balé clássico passaram a permitir que suas bailarinas usassem meias-calças de acordo com o tom de sua pele. Foi classificada como uma das 100 mulheres mais inspiradoras do mundo, pela BBC 100 Women, no ano de 2019.

## Biografia
Filha de Miriam Parker Adams e Clement, e irmã de Parker e Portia. Adams nasceu em Canton, no Michigan, onde começou a ter aulas de jazz e sapateado com 6 anos de idade, e aos 9 anos, passou para o balé na Academia de Ballet Clássico Russo, em Wixom. O instrutor, Sergey Rayevskiy, reconhecendo o talento de Adams, sugeriu aos pais que a colocassem em em treinamento no exterior.
Aos 11 anos, entrou para a Escola Nacional de Ballet do Canadá; com 14 anos, entrou para a Academia Princesa Grace de Mônaco, onde ficou por 2 anos; Ganhou uma bolsa do Departamento de Estado dos EUA para participar do Programa de Verão do Balé de Bolshoi, em Nova York. Com o programa de verão, foi aceita a treinar na Academia de Ballet Bolshoi, em Moscou, dos 16 aos 18 anos. Durante o período de treinamento no Balé de Bolshoi, sofreu com a discriminação racial por ser a única bailarina negra da turma, mas Adams não desistiu e foi a primeira afro-americana a se formar na Academia de Ballet Bolshoi de Moscou.
Entrou para a English National Ballet no ano de 2014; em 2017, se tornou primeira bailarina; e no ano de 2020, se tornou bailarina solista da companhia.
Adams estuda Ciências da Computação na Universidade de Londres.

## Apresentações
- Cinderela, como irmã Edwina - de Christopher Wheeldon.[7]
- A Sagração da Primavera, como A Escolhida - de Pina Bausch.[7]
- Calliope Rag - de Sir Kenneth MacMillan's Elite Syncopations.[7]
- In the middle - de William Forsythe.[7]
- Raymonda, como Henrietta - de Tamara Rojo.[9]

## Prêmios
- 2014 - Prix de Lausanne (prêmio duplo).[9]
- 2018 - Artista Emergente - UK National Dance Awards.[7]
- 2019 - BBC 100 Women.[1]